# Aubregrinia
Aubregrinia (лат.) — монотипный род деревянистых растений семейства Сапотовые (Sapotaceae). Включает единственный вид — Aubregrinia taiensis, распространённый в Западной Африке (Либерия, Кот-д’Ивуар и Гана).
Род назван в честь французских ботаников Андре Обревиля (Aubréville) и Франсуа Пеллегрена (Pellegrin); видовой эпитет образован от места нахождения типа (Taï).

## Ботаническое описание
Двудомные деревья, до 45 м высотой. Листья расположены по спирали. Прилистники отсутствуют.
Цветки однополые, зеленоватые, собраны в пучковидные, пазушные соцветия. Чашелистиков 5, свободных. Венчик широкотрубчатый, пятилопастной. Тычинок 5. Стаминодиев 5. Завязь 7—8-гнёздная. Плод — крупная, многосемянная, зеленовато-жёлтая ягода. Семя сжато с боков, гладкое. Зародыш вертикальный.

## Синонимы
Рода
- Endotricha Aubrév. & Pellegr. (1935) non Endotrichia Suringar (1870)

Вида
- Endotricha taiensis Aubrév. & Pellegr.basionym
- Pouteria taiensis (Aubrév. & Pellegr.) Baehni